# Association sportive Frontignan Athlétic Club
L'Association sportive Frontignan Athlétic Club est un club de football français basé à Frontignan et fondé en 1954 par la fusion de l'Association sportive Frontignan et du Frontignan Athlétic Club.
Après avoir passé plus de quarante ans dans les divisions régionales, le club va atteindre le niveau national pour la première fois en 1999 en étant sacré champion du Languedoc-Roussillon, lui permettant d'accéder à la CFA 2. Après trois saisons passées à ce niveau, le club va faire ascenseur entre les deux divisions jusqu'en 2006, où il se retrouve en Division d'Honneur Régionale avant de remonter en Division d'Honneur en 2010.
Le club évolue en Régional 1 depuis la saison 2014-2015 après avoir fini 1er de Division d'Honneur Régionale en 2014.
Le club évolue principalement au stade Lucien Jean.

## Histoire
L'Association sportive Frontignan Athlétic Club est créée en 1954 par la fusion du Frontignan Athlétic Club et de l'Association sportive Frontignan sous le contrôle de Henry Mathieu comme président et de René Combes comme vice-président, tous deux étant respectivement les anciens présidents de l'ASF et du FAC.
Ce nouveau club frontignanais parvient à retrouver les sommets de la hiérarchie régionale grâce à une politique de jeune mise en place par Henri Dubois. Les « bandes à Dubois » comme étaient surnommées les équipes remportèrent de nombreux titres aux niveaux départemental et régional en minimes, cadets et juniors. Ces « Asfacmen's » portèrent haut les couleurs de la ville à l'échelon national notamment lors de l'édition 1958 de la coupe Gambardella durant laquelle les muscatiers remportèrent un succès historique face aux jeunes de l'Olympique de Marseille.

## Image et identité
Les couleurs du clubs sont le bleu et le blanc, qui sont les couleurs historique du club[réf. nécessaire].
Lors de la fusion entre le Frontignan Athlétic Club et l'Association sportive Frontignan, en 1954, les dirigeants du club choisissent un logo représentant au mieux la ville de Frontignan[réf. nécessaire].

## Palmarès
Le palmarès du club se compose  principalement de trois victoires en Division d'honneur du Languedoc-Roussillon, d'une Coupes du Languedoc-Roussillon, de trois coupes de l'Hérault et d'une Coupes d'Occitanie.
| Compétitions nationales                                               | Compétitions régionales |
| - Championnat de France Amateur 2 - Meilleur classement : 8e en 2000. | - Division d'honneur du Languedoc-Roussillon (3 titres) - Champion : 1998, 2002, 2004. - Coupe d'Occitanie (1 titre) - Vainqueur : 2018. - Coupes du Languedoc-Roussillon (1 titre) - Vainqueur : 1998. - Coupe de l'Hérault (3 titres) - Champion : 2002, 2004, 2008. |

## Stade
| \| Stade Lucien Jean \| Emplacement des différents stades à Frontignan. |
| Stade Lucien Jean                                                       |

Le stade principal du club est le stade Lucien Jean situé sur l'avenue du 81e RI à Frontignan.

## Joueurs
Georges Calmettes, anciens joueur du club, a fait une carrière professionnelle